# Benedict, Maryland
Benedict är en ort i Charles County i delstaten Maryland, USA.